# Rudenie
Rudenia este legătură bazată pe descendența unei persoane dintr-o altă persoană sau pe faptul că mai multe persoane au un ascendent comun. În primul caz rudenia este în linie dreaptă, iar în al doilea în linie colaterală. Rudenia în linie dreaptă poate fi ascendentă sau descendentă.
În conformitate cu Noul Cod Civil, adoptat prin Legea nr. 287/2009, cu completările ulterioare, în România, gradele de rudenie exprimă apropierea, mai mare sau mai mică, a legăturii de sânge dintre rude. Acestea rezultă din numărul de nașteri sau de generații care despart rudele în linie dreaptă și, respectiv, din însumarea numărului de nașteri (sau de generații) care despart pe fiecare dintre rudele colaterale de ascendentul lor comun cel mai apropiat.

### Gradul de rudenie se stabilește astfel
- în linie dreaptă, după numărul nașterilor; astfel, fiul și tatăl sunt rude în gradul întâi, nepotul de fiu și bunicul sunt rude în gradul al doilea;
- în linie colaterală, după numărul nașterilor, urcând de la una dintre rude până la ascendentul comun și coborând de la acesta până la cealaltă rudă; astfel, frații sunt rude în gradul al doilea, unchiul și nepotul în gradul al treilea, verii primari în gradul al patrulea.

## Afini
La persoanele căsătorite, soții nu sunt rude și nici afini între ei, dar părinții unui soț sunt afini cu celălalt soț. Afinitatea nu se extinde dincolo de celălalt soț, deci rudele unui soț cu rudele celuilalt soț nu sunt afini și nu au nicio legătură de rudenie sau de afinitate din punct de vedere juridic.
În Pravila ritorului Lucaci se precizează că: Lasă să ia ginerii și cumnații doa surori, căce că iaste a cincea spiță (și căsătoria nu poate fi considerată incestuoasă).